# Brandenburg Oriental
Brandenburg Oriental, també anomenat Neumark (en polonès: Nowa Marchia), o Nova Marca (en alemany: Ostbrandenburg), fou una regió històrica d'Alemanya, dins la província de Brandenburg, a Prússia, a l'est del riu Oder, un territori que va passar a ser polonès a partir de 1945.